# Una squadra di 12 orfani
Una squadra di 12 orfani (12 Mighty Orphans) è un film del 2021 diretto da Ty Roberts.
La pellicola è basata sul romanzo Twelve Mighty Orphans: The Inspiring True Story of the Mighty Mites Who Ruled Texas Football di Jim Dent, che racconta la storia vera di una squadra liceale di football americano formata da orfani provenienti dalla Casa Massonica di Fort Worth.

## Trama
Nel 1930, nel pieno della Grande depressione, alla Casa Massonica di Fort Worth, un'istituzione benemerita che ospita e dà un'istruzione agli orfani della zona, arriva una nuova coppia di insegnanti formata da Rusty e Juanita Russell.
Lui, veterano della prima guerra mondiale e orfano, crede nel valore istruttivo dello sport e nella capacità che questo può avere di convogliare le energie di ragazzi giovani e, in molti casi, pieni di rancore e rabbia. Organizzata una squadra di football americano, riesce ad iscriversi al campionato liceale pur mancando praticamente di tutto e contando di fatto su solo 12 effettivi.
La squadra non solo riuscirà a competere, ma grazie a strategie innovative del suo allenatore, sfrutterà al meglio le proprie qualità fino a raggiungere l'incredibile risultato della finale di stato ad Amarillo. Ne uscirà sconfitta di misura, ricevendo gli onori di tutti, e venendo festeggiata al suo ritorno da tutto l'istituto, all'interno del quale, a lungo, molti erano stati perplessi sull'opportunità di questa impresa.

## Distribuzione
La pellicola è stata acquisita e poi distribuita in tutto il mondo da Sony Pictures Classics.